# بوميير (باد كاليه)
بوميير، باد كاليه (بالفرنسية: Pommier)‏ هي بلدية تقع في إقليم باد كاليه من منطقة نور با دو كاليه في شمال فرنسا. تبلغ مساحة هذه المدينة 5.82 (كم²)، وترتفع عن سطح البحر 171 م، يبلغ عدد سكانها 227 نسمة حسب إحصاء المعهد الوطني للإحصاء والدراسات الاقتصادية سنة 2009 م. وترأس Gérard Lièvre البلدية خلال فترة (2008-2014).